# Velika nagrada Interlagosa 1948
Velika nagrada Interlagosa 1948 je bila peta dirka za Veliko nagrado v sezoni 1948. Odvijala se je 21. marca 1948 na dirkališču Interlagos v São Paulu.

## Dirka
| Poz | Dirkač           | Moštvo                | Dirkalnik         | Krogi | Čas/Odstop |
| --- | ---------------- | --------------------- | ----------------- | ----- | ---------- |
| 1   | Chico Landi      | Privatnik             | Alfa Romeo 308    | 25    | 1:38:59.0  |
| 2   | Raph             | Ecurie Naphtra Course | Alfa Romeo 308    | 24    | +1 krog    |
| 3   | Benedicto Campos | Privatnik             | Maserati 4C       | 24    | +1 krog    |
| 4   | Italo Bizio      | Privatnik             | Maserati 8C       | 23    | +2 kroga   |
| 5   | Andres Fernández | Privatnik             | Maserati 6CM      | 22    | +3 krogi   |
| Ods | Achille Varzi    | Privatnik             | Alfa Romeo 12C-37 |       |            |
| Ods | Carlo Pintacuda  | Privatnik             | Maserati 4CL      |       |            |
| Ods | Gabriele Besana  | Privatnik             | Ferrari 166CS     |       |            |